# 青井哲人
青井 哲人（あおい あきひと、1970年 - ）は日本の建築史家。明治大学理工学部建築学科教授で建築史・建築論研究室主宰。学位は博士(工学)。ジャジャハウス管理人(2023 - )。

## 来歴
愛知県生まれ。1992年、京都大学工学部建築学科卒業。1994年、同大学院工学研究科建築学専攻修士課程修了。1995年、同博士課程中退。
1995-2000年、神戸芸術工科大学助手。2001-2002年、日本学術振興会特別研究員（PD）。2000-2001年、京都造形芸術大学・神戸芸術工科大学・近畿大学・京都府左官技能専修学院非常勤講師。2002-2008年、人間環境大学准教授。
2008年より明治大学理工学部 専任准教授。2010-14年、武蔵野美術大学非常勤講師。2015-18年、東京藝術大学非常勤講師。2017-明治大学理工学部 専任教授（建築学科）。

## 受賞歴
- 平成14年度日本建築学会奨励賞受賞，授賞式 2002年8月2日（日本建築学会大会）
- 2008年度 住宅総合研究財団 研究選奨，授賞式 2008年6月13日
- 2018年度 グッドデザイン賞ベスト100＋ベストフォーカス賞（復興デザイン）：『福島アトラス』（NPO福島住まい・まちづくりネットワーク他のチームで受賞）, 授賞式 2018年10月31日
- 2021年度 日本建築学会著作賞：『津波のあいだ、生きられた村』（饗庭伸・青井哲人・池田浩敬・石槫督和・岡村健太郎・木村周平・辻本侑生・山岸剛，鹿島出版会，2019年9月），授賞式 2021年5月31日（オンライン）

## 著書
単著
- 『植民地神社と帝国日本』 ，吉川弘文館，2005年2月（2006年10月再刊）
- 『彰化一九〇六年：市区改正が都市を動かす』 ，アセテート，2006年9月
- 『彰化一九〇六：一座城市被烙傷，而後自體再生的故事』大幅増補，中国語，張亭菲訳，台湾・大家出版，2013年10月
- 『ヨコとタテの建築論：モダンヒューマンとしての私たちと建築をめぐる10講』，慶應義塾大学出版会，2023年1月

共著
- 『日本当代百名建築師作品選』中国建築工業出版社（中華人民共和国・北京），1997年1月（担当＝企画編集・解説執筆）
- 『アジア建築研究』村松伸監修，INAX出版，1999年12月 （担当＝「対称軸の形成と移動 ── 日本植民地の神社とその環境形成史から／植民地建築論」，「現代台湾の住宅に和室？」（青井亭菲と共著））
- 『アジア都市建築史』布野修司監修，昭和堂，2003年6月 （担当＝第３章「中華の建築世界」，および第７章09節「日本の植民都市」執筆担当）
- 『近代日本の作家たち』黒田智子編，学芸出版社，2005年2月（担当＝「吉田五十八 新しい普遍的日本建築を求めて」）
- 『世界住居誌』布野修司監修，昭和堂，2005年2月（担当＝ラテンアメリカ）
- 『建築家坂倉準三 ── モダニズムを生きる ── 人間，都市，空間』アーキメディア，2009年4月 （担当＝「難波・渋谷・新宿 ── 戦後都市と坂倉順三のターミナルプロジェクト群」他）
- 『都市計画とまちづくりがわかる本』彰国社，2011年11月（担当＝1~3,7,10~11）
- 『建築遺産 保存と再生の思考 ── 災害・空間・歴史』野村俊一・是澤紀子編，東北大学出版会，2012年4月
- 『3.11 After ── 記憶と再生へのプロセス』五十嵐太郎編，LIXIL出版，2012年8月
- 『SD 2013』塚本由晴・青井哲人ほか，鹿島出版会，2013年12月
- 『盛り場はヤミ市から生まれた』橋本健二＋初田香成編著，青弓社，2013年12月（担当＝第2章3「渋谷」，第4章「ヤミ市研究を振り返る ── 松平誠氏インタビュー」）
- Constructing the Colonized Land: Entwined Perspectives of East Asia around WWII, Edited by Izumi Kurosihi, Ashgate, 2014（担当＝Chapter 4 ‘Transplanting State Shinto: The Reconfiguration of Existing Built and Natural Environments in Colonized Taiwan’）
- 『関西のモダニズム建築 ── 1920年代～60年代，空間にあらわれた合理・抽象・改革』石田潤一郎監修，淡交社，2014年6月
- 『ja 96号 YEAR BOOK 2014』山梨知彦・伊藤暁・青井哲人ほか，新建築社，2015年1月号
- 『明治神宮以前・以後 ── 近代神社をめぐる環境形成の構造転換』藤田大誠・青井哲人・畔上直樹・今泉宜子編，鹿島出版会，2015年2月
- 『シェアの思想／または愛と制度と空間の関係』門脇耕三他編著，LIXIL出版，2015年7月
- 『自分にあわせてまちを変えてみる力 ── 韓国・台湾のまちづくり』饗庭伸・秋田典子・内田奈芳美・後藤智香子・薬袋奈美子 編著，萌文社，2016年3月
- 『モダニスト再考［日本編］ ── 建築の20世紀はここから始まった』彰国社編・刊，2017年2月（担当＝「角南隆 － 技術官僚の神域 ── 機能主義・地域主義と〈国魂神〉」 ／「森田慶一 － IMITIATIO CORBUSIERI」）
- 『ユネスコ番外地 台湾世界遺産級案内』平野久美子 編著，中央公論新社，2017年3月（担当＝「金門島戦地文化」）
- 『福島アトラス01──原発事故避難12市町村の復興を考えるための地図集』NPO法人福島住まい・まちづくりネットワーク，2017年3月
- 『近代日本の空間編成史』中川理編，思文閣出版，2017年4月（担当＝第6章 青井哲人・岡村健太郎・石榑督和「基盤編成の一九三〇年代：昭和恐慌下の三陸漁村と津波復興」）
- 『百書百冊』伊藤公文編，鹿島出版会，2017年12月（執筆＝「抵抗の尺度，歴史の規準 ── 神代雄一郎『九間論』」）
- 『戦前期台湾火災保険特殊地図集成1── 台北・基隆・台中・彰化』辻原万規彦・青井哲人編，柏書房，2018年2月
- 『戦前期台湾火災保険特殊地図集成1── 台北・基隆・台中・彰化』辻原万規彦・青井哲人編，柏書房，2018年4月（解説：青井哲人「都市と領域の動態を描く ── 台湾都市史研究の可能性」を所収）
- 『福島アトラス02 ── 避難社会とその住まいの地図集』，NPO法人福島住まい・まちづくりネットワーク，2018年5月
- 『福島アトラス03 ── 避難12市町村の復興を考える基盤としての環境・歴史地図集（小高）』，NPO法人福島住まい・まちづくりネットワーク，2018年5月
- 『日本植民地研究の論点』日本植民地研究会編，岩波書店，2018年7月（担当＝「第16章 住居・都市・領域」）
- 『建築の日本展 ── その遺伝子のもたらすもの』，森美術館，2018年9月（執筆＝「《抵抗尺度》としての伝統 ── 神代雄一郎のデザインサーヴェイと日本」）
- 『日本都市史・建築史事典』都市史学会編，丸善，2018年11月（担当＝「第５章 現代」編集・執筆）
- 『世界建築史15講』世界建築史15講編集委員会編，彰国社，2019年4月（担当＝第14講「都市組織の世界史 ── 都市をつくる町屋」，コラム04「植民地の神社」，訳：ケン・タダシ・オオシマ著 コラム06「モダン・ジャパニーズ・アーキテクチャー）
- 『福島アトラス04 ── 避難12市町村の復興を考える基盤としての環境・歴史地図集（津島・葛尾・都路）』，NPO法人福島住まい・まちづくりネットワーク，2019年3月
- 『スペキュレーションズ ── 人間中心主義のデザインをこえて』川崎和也監修，BNN, 2019年7月
- 『津波のあいだ、生きられた村』饗庭伸・青井哲人・池田浩敬・石槫督和・岡村健太郎・木村周平・辻本侑生・山岸剛，鹿島出版会，2019年9月（執筆＝第2章空間，岡村健太郎・石榑督和と共同執筆）
- 『国家神道と国体論 ── 宗教とナショナリズムの学術的研究』藤田大誠編，弘文堂，2019年9月（執筆＝第1部 「十九世紀建築論と明治天皇奉祭 ── 表象・趣味・ナショナリズム」）
- 『日本建築の自画像 ── 探求者たちのもの語り』（展覧会「日本建築の自画像 探求者たちのもの語り」図録，香川県立ミュージアム，2019年12月（執筆＝第3部）
- 『福島アトラス05 ── 避難12市町村の復興を考える基盤としての環境・歴史地図集（飯舘村）』，NPO法人福島住まい・まちづくりネットワーク，2020年3月
- 『福島アトラス06 ── 避難12市町村の10年：環境世界の再生へ』，NPO法人福島住まい・まちづくりネットワーク，2021年3月
- New Directions in Japanese Architecture, Christoph Merian Verlag and S AM Swiss Architecture Museum, 2022（including: Noriko Matsuda with Norihito Nakatani and Akihito Aoi, A Habitat Building History Manifesto）
- 『地域文脈デザイン ──まちの過去・現在・未来をつなぐ思考と方法』日本建築学会編（青井哲人・中島直人・篠沢健太ほか著），鹿島出版会，2022年11月
- 『沖縄と琉球の建築｜Timeless Landscapes 3』小川重雄（写真）＋青井哲人（解説）＋遠藤慧（イラスト），millegraph，2022年11月
- 『戦後空間史 ── 都市・建築・人間』戦後空間研究会編著（青井哲人・市川紘司・内田祥士・中島直人・中谷礼仁・日埜直彦・松田法子）筑摩選書，筑摩書房，2023年3月（執筆＝第１章 民衆・伝統・運動体―冷戦と復興、文学と建築、リアリズムとモダニズム／終章 引き裂かれる戦後空間）

訳書
- ロクサーナ・ウォーターソン『生きている住まい ── 東南アジア建築人類学 －』布野修司監訳・京都大学アジア都市建築研究会（青井哲人，荒仁，岩本聡，他）訳 学芸出版社 1997年3月 （第3章担当） 原著 Roxana Waterson, The Living House: An Anthropology of Architecture in South-East Asia, Oxford University Press, 1990
- ロバート・ホーム『植えつけられた都市 ── 英国植民都市の形成』布野修司・安藤正雄監訳，アジア都市建築研究会訳 京都大学学術出版会 2001年7月 （第7章担当） 原著 Robert Home, Of Planting and Planning : The Making of British colonial cities, E&FN Spon, 1997